# Aristolochia gypsicola
Aristolochia gypsicola är en piprankeväxtart som beskrevs av Tosunoglu & Malyer. Aristolochia gypsicola ingår i släktet piprankor, och familjen piprankeväxter. Inga underarter finns listade i Catalogue of Life.